# Instituto Nacional General José Miguel Carrera
El Instituto Nacional General José Miguel Carrera, originalmente nombrado Instituto Nacional, Literario, Económico, Civil y Eclesiástico del Estado de Chile e identificado con el nombre código «Liceo A-0», es un liceo emblemático municipalizado mixto (anteriormente masculino) ubicado en Santiago de Chile que imparte la modalidad de educación general básica (7.º y 8.º básico) y de educación media científico-humanista (1.º a 4.º medio). Tiene una cifra de 4235 alumnos matriculados (2018) y año tras año miles de estudiantes postulan a uno de los 700 cupos disponibles en 7.º básico para el ingreso único a la institución. Su lema es «Labor omnia vincit», 'El trabajo todo lo vence' en latín.
Fue fundado por el gobierno de José Miguel Carrera durante el reinado de Fernando VII en el Imperio español y es la segunda institución educacional más antigua del país, después del Colegio Moisés Mussa. Los planes para su creación se deben a Juan Egaña, Manuel de Salas, José Francisco Echaurren Herrera y Fray Camilo Henríquez, quien expresó que «El gran fin del Instituto es dar a la Patria ciudadanos que la defiendan, la dirijan, la hagan florecer y le den honor». Fue inaugurado el 10 de agosto de 1813, tras la aprobación mediante un decreto de la fusión de los diversos establecimientos educacionales existentes, constituyéndose en el único centro de educación superior de la época, tras el cierre momentáneo de la Real Universidad de San Felipe.
Fue reconocido como un bastión de la educación pública chilena, ya que por sus aulas han pasado numerosos Presidentes de la República, Ministros de Estado, políticos, intelectuales, empresarios, artistas y escritores, científicos, arquitectos y un sinnúmero de profesionales que han contribuido a la formación de Chile. Diversos estudios lo catalogaban como uno de los mejores colegios del país, el mejor municipal y el más prestigioso a nivel nacional. Sin embargo, desde el año 2021, perdió esta condición, debido a la constaste interrupción de los procesos educativos, entre ellas, al Estallido social y a la Pandemia de COVID-19.
Desde 2021 el establecimiento es mixto, ya que anteriormente sólo recibía a alumnos hombres.

## Historia
La historia del Instituto Nacional se inicia junto con el nacimiento de Chile como nación independiente, antecediendo incluso a la independencia formal de este, en el período histórico conocido como Patria Vieja, transformándose en la primera institución educativa del naciente país. 

### Antecedentes
Los primeros establecimientos educativos en Chile fueron creados y mantenidos por congregaciones religiosas, enseñando a leer y escribir y algunos rudimentos de aritmética y catecismo a sus estudiantes. Más tarde surgieron algunas escuelas públicas mantenidas por los cabildos de las principales ciudades coloniales.
Los antecedentes más remotos del Instituto Nacional se encuentran en el Convictorio de San Francisco Javier, fundado por los jesuitas en 1608. Este establecimiento educó a numerosas generaciones de santiaguinos, destacando el abate Juan Ignacio Molina y el padre Alonso de Ovalle. En 1622 se funda la Universidad de Santo Tomás de Aquino, siendo la primera universidad chilena y la novena de América, existiendo solo hasta mediados del siglo XVIII. En 1758 se creó, gracias a las gestiones del cabildo de Santiago y la autorización del rey Felipe IV, la Real Universidad de San Felipe, primera institución de educación superior bajo administración del estado.
En 1767, el Rey Carlos III decretó la expulsión de los jesuitas y en 1769 se creó una junta del cabildo para administrar los bienes de los expulsos. Se decidió en 1778 fundar un Colegio denominado «Convictorio Carolino» sobre la base del antiguo Convictorio de San Francisco Javier.
A principios del siglo XIX, el estado de la educación en Chile era bastante preocupante; la Real Universidad de San Felipe se encontraba en decadencia, el Convictorio Carolino, contaba con apenas 16 inscritos, mientras el Seminario Conciliar vivía un escenario similar. Manuel de Salas intentó mejorar las condiciones educativas chilenas, con la fundación de la Academia de San Luis, la primera institución educativa dirigida por el poder civil; sin embargo, esta tampoco pasaba buenos momentos, pues contaba con tan solo 40 alumnos inscritos.

### Fundación

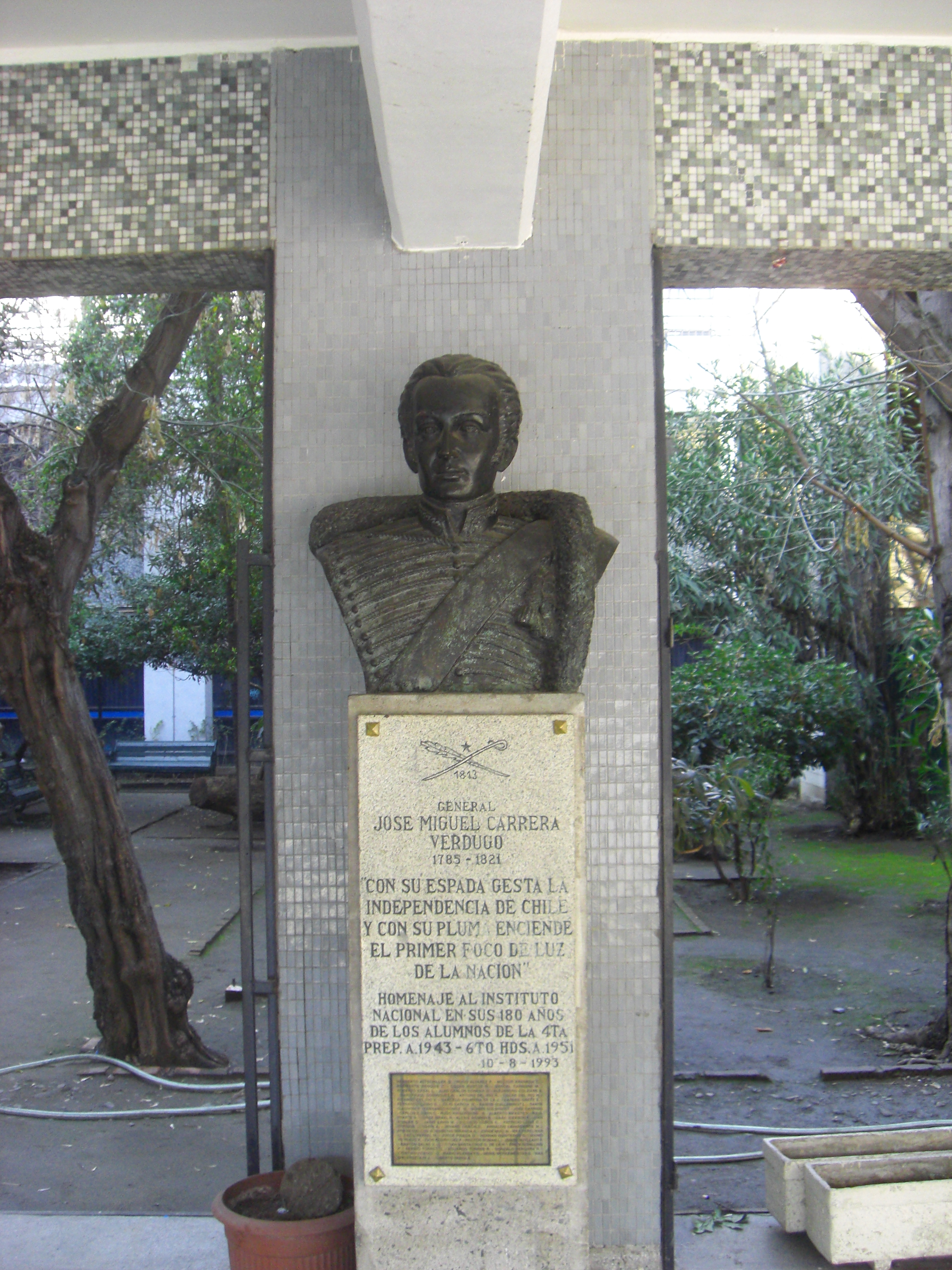
Busto de José Miguel Carrera ubicado dentro del Instituto Nacional.

Tras la Primera Junta Nacional de Gobierno, diversos patriotas vieron renacer las oportunidades de recuperar y fortalecer la educación criolla. En 1810 Juan Egaña sometió a la consideración de don Mateo de Toro y Zambrano, presidente de la Primera Junta, un Plan de Gobierno en el que proponía que «la obra de Chile debe ser un gran colegio de artes y ciencias, en donde se imparta una educación civil y moral capaz de darnos costumbre y carácter». En 1811 publicó, a petición del Congreso, una Exposición de los principios que consolidan el pacto social de los habitantes de Chile, en donde estableció que «se establecerá en la república un Instituto Nacional para las ciencias, artes, oficios instrucción militar, religión, ejercicios que den actividad, vigor y salud, y cuanto pueda formar el carácter físico y moral del ciudadano». A las gestiones de Egaña, se sumó Manuel de Salas en febrero de 1811, quien propuso la fusión de los establecimiento existentes para la creación del colegio idealizado por Egaña.
Paralelamente, en 1812 José Miguel Carrera disolvió el Congreso Nacional, asumiendo el mando de la nación y dando inicio a una serie de obras, entre las cuales estuvo la creación del primer periódico nacional, la Aurora de Chile, siendo fray Camilo Henríquez su primer director. Fray Camilo publicó el 18 de junio a través de la Aurora de Chile sus «Bases para la creación del Instituto Nacional de Chile», en donde describió con lujo de detalles un proyecto con las cátedras, horarios y otros pormenores para el funcionamiento del nuevo establecimiento, así como su objetivo fundamental de «dar a la patria ciudadanos, que la defiendan, la dirijan, la hagan florecer, y le den honor».
José Miguel Carrera, como Presidente de la Junta Gubernativa, se transformó en jefe de Estado de Chile y revisó la situación del Convictorio Carolino, buscando una reforma que sirviera a los intereses de la naciente nación. Sin embargo, su trabajo se paralizó pues en abril de 1813 debió dirigirse al sur del país a enfrentar la ofensiva militar española, dirigida por el brigadier español Antonio Pareja. En su ausencia, la junta logró encontrar una fórmula para financiar el nuevo colegio y aprobó la fundación del Instituto, el cual fusionó a todas las instituciones educativas preexistentes, firmándose el 27 de julio el decreto que le da vida. Se dispuso el 10 de agosto de ese año la inauguración solemne en el edificio de la Real Universidad de San Felipe, donde actualmente se ubica el Teatro Municipal de Santiago. A la ceremonia de inauguración asistieron las principales autoridades de Gobierno y los vecinos más importantes de la capital. Su primer rector fue el presbítero Francisco Echaurren, quien hasta la fecha se desempeñaba como rector del Convictorio Carolino. Durante la ceremonia se cantó un himno compuesto por Bernardo de Vera y Pintado, por encargo del gobierno.
Las clases se iniciaron en el viejo edificio del Colegio de San Miguel, perteneciente a la Compañía de Jesús, en el sitio donde hoy se ubica el ex Congreso Nacional. Destacaron entre sus primeros alumnos Diego Portales, Manuel Bulnes y José Joaquín Pérez. Tras la derrota de los patriotas en el desastre de Rancagua, una de las primeras medidas del gobierno realista de la Reconquista fue la clausura del Instituto Nacional, el 17 de diciembre de 1814.

### Reapertura
Una vez consolidada la independencia de Chile, el Senado acordó la reapertura del Instituto el 20 de julio de 1819, día de las festividades de la Virgen del Carmen, bajo el gobierno de Bernardo O'Higgins. Durante estos primeros años, los gobiernos de turno brindaron gran importancia al establecimiento, tanto así que presidentes como Francisco Antonio Pinto asistieron a almorzar con los mejores alumnos y a solemnizar los exámenes de final de año.
El Instituto era en aquel entonces un verdadero colegio colonial. Durante los rectorados de José Francisco Echaurren, Manuel José Verdugo y Manuel Frutos Rodríguez se mantuvo la dinámica de los colegios coloniales, así como los planes de estudio y metodologías de enseñanza. Juan y Mariano Egaña intentaron una reforma sin éxito en 1823. Carlos Ambrosio Lozier se convirtió, durante un breve periodo de tiempo, en el primer rector civil del Instituto e impulsó la reforma de la enseñanza, adoptando los esquemas europeos liberales de la época. Pese al breve rectorado de Lozier, los cambios calaron hondo en el colegio y si bien no logró suprimir las prácticas educacionales, sí motivó que alumnos como Ventura Marín y Melchor José Ramos tomaran partido en el gran movimiento liberal de 1828.

### Grandes reformas delsigloXIX
En la década de 1830, con la llegada de nuevos profesores como Andrés Bello y Andrés Antonio Gorbea, el Instituto emprendió la modernización de sus planes de estudio. Bello impulsó los estudios de Derecho Romano, Legislación Universal, Gramática Castellana y las relativas al estudio de la medicina. Gorbea, en tanto, impulsó los estudios de aritmética y matemática. En el Instituto se realizaron las primeras cátedras de medicina a cargo de Guillermo Blest, destacando como alumnos Francisco Javier Tocornal, Luis Ballester y Francisco Rodríguez. En 1835 se separaron definitivamente los estudios civiles de los eclesiásticos, continuándose los primeros en el Instituto y los segundos en el recién creado Seminario Eclesiástico.
Entre los años 1835 y 1845 el Instituto fue dirigido por los rectores Manuel Montt, Francisco Puente y Antonio Varas. El primero había ingresado como alumno en 1821, siendo contratado posteriormente como inspector, profesor y luego vicerrector, para ser nombrado finalmente como rector del establecimiento en 1835, cargo que solo dejaría para asumir como Ministro del Interior en 1840; finalmente, Montt ejerció como Presidente de Chile entre 1851 y 1861. Antonio Varas fue, luego de su rectorado, ministro del Interior durante el gobierno de Montt.
En 1842 surgió dentro del colegio la "Sociedad Literaria", que impulsó el primer movimiento intelectual de Chile, destacando entre sus integrantes el ya egresado José Victorino Lastarria y los aún alumnos Francisco Bilbao, Manuel Antonio Matta y Eusebio Lillo.
El mismo año, se separaron los estudios superiores de los secundarios, naciendo así la Universidad de Chile. Sin embargo, hasta 1868 la Universidad no contó con edificio propio, por lo que los estudios se continuaron realizando en la sección universitaria del Instituto Nacional. En 1840 el gobierno contrató al arquitecto Juan Herbage para que construyera un nuevo edificio para el Instituto, pues las dependencias ubicadas hasta aquel entonces en el edificio de calle Compañía con Morandé se habían hecho insuficientes. El sitio escogido fue un amplio terreno ubicado entre la Alameda y las calles San Diego y Nueva de San Diego (actual Arturo Prat). El edificio de líneas coloniales fue entregado en 1850, dejándose sin construir el sector colindante con la Alameda, entregado a la Universidad para la construcción de su sede.
En 1863 asumió la rectoría el historiador Diego Barros Arana, quién impulsó los estudios científicos en el Instituto, contratando a profesores como Rodulfo Amando Philippi o Jean Gustave Courcelle-Seneuil. El mismo Barros Arana confeccionó textos de estudio, dotó al establecimiento de los primeros gabinetes de química, física e historia natural, incrementó el acervo de la Biblioteca del Instituto hasta hacer de ella una de las más completas de Latinoamérica y luchó por desterrar los métodos memorísticos, reemplazandolos por la reflexión, el raciocinio y la investigación personal. Asimismo, el Instituto Nacional contribuyó al desarrollo de la educación pública, formando maestros y creando planes de estudio que se aplicarían paulatinamente en las provincias. 
En 1872, el ministro de Instrucción Pública Abdón Cifuentes decretó el cese de los exámenes que tomaba el Instituto Nacional a los egresados de colegios particulares, pues hasta la fecha los únicos exámenes válidos para ingresar a la universidad eran los realizados por el Instituto. Barros Arana, viendo en esta medida un atentado en contra del Instituto en beneficio de la educación particular, se opuso drásticamente, junto al apoyo del Consejo Universitario. El gobierno del presidente Errázuriz nombró a Camilo Cobo como rector, a cargo de la disciplina del establecimiento, y dejó a Barros Arana a cargo de la parte académica. Los desórdenes, sin embargo, no cesaron, por lo que en 1873 se decretó la destitución de Barros Arana y la separación definitiva de la sección universitaria, traspasando el rol docente a la Universidad de Chile. Esto provocó la renuncia del rector Cobo y la agudización de las protestas, lo que volvió la situación se volvió insostenible.
La oposición a Errázuriz decidió interpelar al ministro Cifuentes, siendo acusado por el diputado Guillermo Matta de estar trabajando para la destrucción del Instituto. Finalmente, Cifuentes debió renunciar, al no sentirse respaldado por el presidente Errázuriz. Esta situación causó el término de la fusión liberal-conservadora y la aprobación en 1874 de la libertad de enseñanza. Los exámenes de los alumnos de colegios o clases particulares en adelante serían tomados en los colegios fiscales o ante una comisión designada por el Consejo Universitario. La rectoría quedó en manos del profesor Uldarico Prado.

### Consolidación institucional

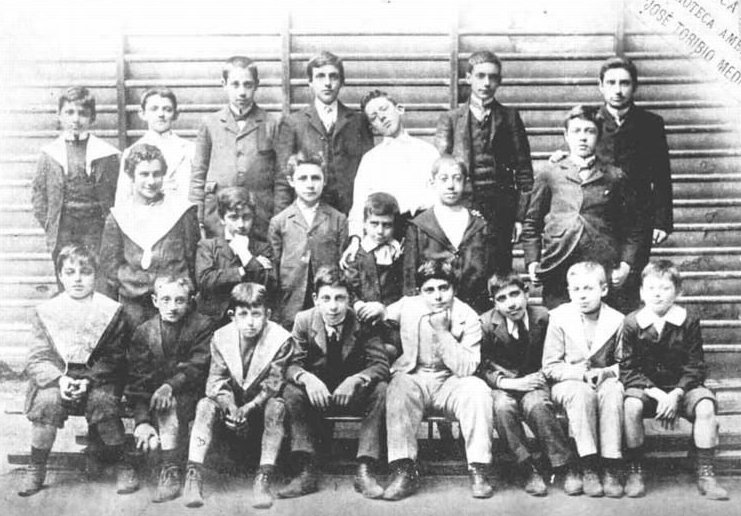
Alumnos del Instituto Nacional en 1901.

Durante el breve rectorado del catedrático de matemáticas Uldaricio Prado se logró recuperar la disciplina y el orden que el Instituto necesitaba, preocupándose el rector por el estado de la biblioteca y por el higiene de los alumnos del colegio.
Ignacio Zenteno sucedió a Prado en la rectoría por un breve periodo de tiempo en 1875, hasta ser llamado por el gobierno para ocupar el cargo de Ministro de Guerra y Marina. Una de sus principales obras fue proponer al gobierno la creación de un nuevo liceo público para Santiago en el sector norte de la ciudad, para recibir la sobredemanda del Instituto; trece años más tarde se funda el Liceo Santiago (actual Valentín Letelier), en la avenida Recoleta.
En 1875 asumió la rectoría Manuel José Olavarrieta, quien suprimió totalmente los castigos corporales, fundó la Academia Literaria y en 1877 hizo abrir un local nocturno de enseñanza para adultos, obra social de importancia en un país con una alta tasa de analfabetos.
El 19 de mayo de 1876 la Biblioteca del Instituto pasó a ser biblioteca pública, adoptando el reglamento de la Biblioteca Nacional. A partir del año escolar de 1877, el latín dejó de ser curso obligatorio, pasando a ser un curso optativo, junto al inglés y el francés. Esta fecha marcó el inicio de la supresión definitiva del latín de la educación pública secundaria.
El periodo de 1879 a 1884 es complejo para el plantel, debido a la Guerra del Pacífico que hizo disminuir la población escolar, ya que muchos jóvenes se alistaron en el ejército. No obstante lo anterior, el rectorado de Manuel Amunátegui fue prolífico en la realización de obras, como la adquisición de obras bibliográficas y material para el trabajo científico. Además, se iniciaron las gestiones para la adquisición de la vieja iglesia de San Diego, ubicada a un costado del Palacio Universitario, como nueva sede de la Biblioteca del Instituto.
En 1886 asumió la rectoría don Juan Nepomuceno Espejo, exalumno, abogado y destacado profesor de castellano del colegio, quién tenía a la sazón 26 años. En 1888 inauguró la biblioteca en su nuevo local, un espléndido edificio ubicado en la intersección de Alameda con Arturo Prat. En la década de 1890 se adoptó el sistema concéntrico de enseñanza, el que postula que las diferentes áreas del saber van ensanchando sus conocimientos de manera progresiva, por lo que se debe partir por las nociones más elementales hasta llegar a los conocimientos más complejos.
En 1902 se separó, a petición del rector Espejo, la sección de internos, creándose el Internado Nacional frente al Parque Quinta Normal. Los alumnos fueron trasladados bajo la supervisión de los profesores Eduardo Lamas y Alfredo Campaña, quienes dejaron sus labores docentes en el Instituto para asumir como rector y vicerrector, respectivamente. En 1907 falleció el profesor y exrector Diego Barros Arana, y en su homenaje se le otorgó su nombre al nuevo internado, nombre que conserva hasta la actualidad.

### Primer Centenario

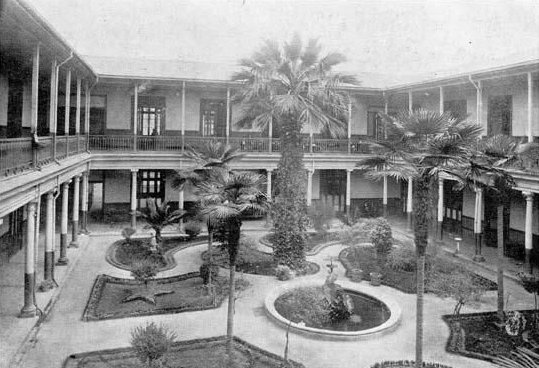
Vista del establecimiento en 1913.

En vísperas del primer centenario del Instituto Nacional, se hizo necesario contar con nuevo himno oficial, pues el antiguo creado en 1813 y con letra de Bernardo de Vera y Pintado se encontraba en desuso. En consideración a lo anterior, el rector Espejo autorizó al profesor Ismael Parraguez a realizar un concurso entre los alumnos para crear un nuevo himno. El actual Himno Institutano se encuentra compuesto por las estrofas de Eduardo Moore Montero, alumno de 6.º año, una estrofa del alumno de nacionalidad española Pascual Baijes Valloerdú, de 4.º año, y una del propio profesor Parraguez, quien además se encargó de la música. Este himno fue interpretado por primera vez el 10 de agosto de 1913 por un coro mixto.
Para el centenario se remodeló el Patio Jardín, de acuerdo al diseño paisajístico del profesor Carlos Ramírez. La biblioteca, a la fecha, era una de las más importantes del país y de Latinoamérica y se habían desarrollado de manera exitosa los gabinetes de química, cosmografía, ciencias naturales y física. El gimnasio del colegio era, también, uno de los más modernos del país.
Las fiestas del centenario encontraban al Instituto en su punto máximo de esplendor. Se efectuó una velada en el Teatro Municipal que contó con la asistencia de los más ilustres exalumnos de la época y el rector Espejo realizó un gran discurso ante toda la concurrencia, hubo desfiles ciudadanos y fiestas para los estudiantes, aparte del reconocimiento de toda la comunidad nacional.
En 1926 el rector Espejo falleció, asumiendo la rectoría de manera interina el inspector general Carlos Ramírez, para luego ser nombrado por el Consejo de Instrucción Pública el profesor Carlos Mondaca. Durante el breve rectorado de Mondaca, se permitió un relajo en la severidad que había caracterizado al Instituto, permitiendo un mayor bullicio, y que los cursos para el 10 de agosto realizaran fiestas y números artísticos. En 1927, a raíz de una serie de disputas entre la Universidad de Chile, el Instituto Nacional y la dictadura de Ibáñez, el Consejo de Instrucción Pública llega a su fin.
En noviembre de 1928 fallece el Rector Mondaca. Al mes siguiente, fue nombrado rector, por decreto del Gobierno, el profesor Ulises Vergara Osses.
A dos meses de asumir la rectoría, sobreviene uno de los hechos más nefastos para el Instituto y para la cultura de Chile. En enero de 1929, Pablo Ramírez, ministro de Carlos Ibáñez del Campo, ordenó la demolición de la biblioteca del Instituto Nacional, ubicada a un costado de la Casa Central de la Universidad de Chile, con el objeto de ubicar en dicho espacio una piscina. El colegio solo logró recuperar 15 000 ejemplares de la que fuera una de las bibliotecas más grandes y completas del continente. El resto de los libros fue repartido entre la Biblioteca Nacional, el Instituto Pedagógico, la Universidad de Chile y varios liceos del país, y un número indeterminado tuvo que ser desechado.
En 1931 se estrenó el Coro del Instituto Nacional, organizado por el profesor Isidoro San Martín. En 1936 el profesor de castellano César Bunster y el bibliotecario Ernesto Boero Lillo proponen al rector Vergara la creación de un órgano literario oficial del plantel, naciendo el 10 de agosto de 1936 el Boletín del Instituto Nacional, la publicación periódica más importante editada por el establecimiento. A fines de ese mismo año falleció el profesor de matemática Manuel Aguilera quién dispuso que con su óbolo se crease una fundación que premiara, con el usufructo de su casa habitación, al "mejor institutano" de cada generación que egresara.
En 1940 nació ALCIN, la Academia de Letras Castellanas del Instituto Nacional, producto de las gestiones del bibliotecario Ernesto Boero Lillo y del profesor Emilio Tizzoni. En 1941, el exprofesor y presidente Pedro Aguirre Cerda convocó al rector Vergara para ser ministro de Educación, quedando en su reemplazo el vicerrector Ramírez.
En 1947, el Centro de Alumnos pasa a ser Gobierno Estudiantil, de acuerdo a las normativas dictadas por el Ministerio de Educación.
En 1954 se acoge a retiro el rector Vergara, asumiendo la rectoría Antonio Oyarzún Lorca.

### Sesquicentenario: nuevos edificio y nombre
En 1956, la Cámara de Diputados y el Senado aprueban la ley 12.084, una moción del senador Ángel Faivovich que permitió iniciar los estudios para construir un nuevo edificio para el Instituto Nacional. La nueva construcción se realizó entre las calles Arturo Prat y Alonso de Ovalle, el cual se mantiene hasta la fecha como el establecimiento principal.
En 1976, por Decreto n.º 618 del Ministerio de Educación, publicado en el Diario Oficial de 28 de julio, se le cambia el nombre a "Instituto Nacional General José Miguel Carrera".
Durante la dictadura militar liderada por Augusto Pinochet se realizó una fuerte reforma al modelo educacional chileno, incluyendo la municipalización de la enseñanza. La medida contó con el fuerte rechazo del Centro de Alumnos del Instituto Nacional (CAIN) y de los diferentes grupos políticos existentes, como Partido Institutano de Oposición (PIO) o el Frente Institutano Nacionalista (FIN). Pese al rechazo, en 1986 se concretó el traspaso de la administración del Instituto a la Municipalidad de Santiago. El hecho gatilló la renuncia del rector Molina, quien había manifestando su oposición a la reforma.

### Movilización estudiantil (sigloXXI)

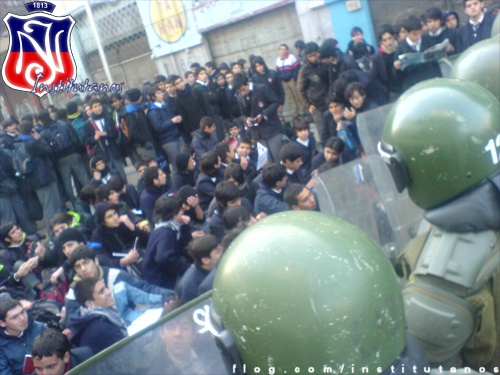
Manifestación de alumnos en 2008.

Desde 2001, el Instituto Nacional se convirtió en uno de los colegios que lideraron las demandas estudiantiles en Chile, participando activamente tanto en la Asamblea Coordinadora de Estudiantes Secundarios como en las marchas, complementado con numerosos paros y tomas del edificio. Durante la Revolución pingüina de 2006, fue la reforma de la "municipalización" de 1986 uno de los aspectos más criticados, siendo designada por diversos actores sociales como el principal problema de la educación pública chilena.
Por otra parte, durante 2008, movilizaciones llevadas a cabo por profesores, co-docentes, estudiantes y apoderados de la institución que cuestionaban al cuerpo directivo y al Centro de Padres y Apoderados por problemas de gestión y supuestas irregularidades en el manejo de recursos económicos, lograron que la Municipalidad de Santiago sumariara y alejara de sus cargos al rector Omar Letelier Ramírez, al Vicerrector y, finalmente, a uno de los Inspectores Generales. Con esto, el municipio designó como Rector Interino Subrrogante al Sr. Jorge Toro Beretta, quien durante todo el proceso ayudó a esclarecer el asunto y a restaurar el ambiente de sana convivencia dentro del establecimiento. Sin embargo, fue gracias a las protestas y al trabajo de investigación llevado adelante por la Mesa de Trabajo Interestamental, designada por la Asamblea más grande nunca antes convocada dentro del establecimiento (más de 4.000 personas) que se desnudaron las graves falencias en la infraestructura del establecimiento.
Apenas unas horas después de ganar las elecciones de alcaldía 2009-2012, el futuro alcalde Pablo Zalaquett anunció la remodelación del edificio, además de otros cuatro liceos emblemáticos (Liceo de Aplicación, Liceo N.º 1 de Niñas, INBA e INSUCO). A pesar de tres semanas de paro, las clases finalizaron el 31 de diciembre de 2008 y se pospusieron un mes, el 1 de abril, a fin de realizar los trabajos de remodelación durante las vacaciones. El plazo limitado de obras (150 días)
encareció el costo de $1200 millones de pesos estimado inicialmente a $2714 millones, dinero que fue otorgado por el Ministerio de Educación ($2654 millones) y la Municipalidad de Santiago ($60 millones). "Esto es un proyecto complejo. "El establecimiento tiene cerca de 41 años donde no ha habido mejoras", señaló el arquitecto a cargo, Álvaro Salas. Las reparaciones consistieron en la remodelación de la red eléctrica y sanitaria y otras reparaciones. Esto en el marco de la partida de $10 000 millones en el presopuesto de 2009 para reestructurar 75 colegios del país, producto de las denuncias realizadas en julio de 2008.
El Instituto Nacional fue parte de las históricas movilizaciones estudiantiles de 2011, siendo ocupado el colegio desde junio hasta diciembre de ese año. El año 2013 la movilización continuó en forma de paro por algunos meses. Si bien su origen se debió al movimiento estudiantil nacional, la crisis institucional se prolongó debido a problemas internos tras ser ocupado como locación del programa Diamantes en bruto de Chilevisión. Las clases se reanudaron tras la renuncia del rector Jorge Toro Beretta. En su reemplazo fue elegido por la municipalidad el actual rector subrogante Fernando Pérez Barrera.
El 27 de mayo de 2014 se produjo un incendio en las bodegas del recinto, el que fue controlado por cinco compañías de bomberos. La alcaldesa de Santiago Carolina Tohá, dada su calidad de sostenedora del recinto municipal, recibió duras críticas por parte de padres y apoderados tras su decisión de amparar las tomas democráticas. El 31 de julio de 2014, un grupo de padres y apoderados presentaron un recurso de protección en contra de Carolina Tohá para impedir que la alcaldesa facilite las tomas en el instituto, pues su decisión estaría vulnerando el derecho a la educación de los estudiantes, recurso que fue acogido por la Corte de Apelaciones de Santiago el 18 de agosto.
En octubre de 2019, y en el contexto de las movilizaciones en Santiago como consecuencia del alza del precio de los pasajes del metro, los alumnos del establecimiento se organizaron en conjunto con otros colegios de la región metropolitana para participar activamente de las primeras evasiones masivas que conllevaron al estallido social del 18 de octubre. Desde esa época, el colegio comenzaría a vivir un periodo constante de inquietud, situación que se profundizaría el año 2022 con el regreso de todos los estudiantes posterior a la pandemia del covid-19, lo que conllevaría a desmanes casi periódicos, enfrentamientos con carabineros y distintos tipos de protesta social, en muchos casos sin una razón muy aparente. Llegando en algunos casos a generarse conflicto por diferencias de posturas (o de radicalidad de la movilización) entre los mismos estudiantes. En este contexto, además, volverían a la palestra los personajes de los «overoles blancos», es decir, supuestos estudiantes más radicales que generan destrozos más importantes, como la quema de micros del transantiago y la utilzación de bombas molotov, y se enfrentan con carabineros durante las movilizaciones.
El 11 de marzo de 2021 el Instituto Nacional obtuvo la autorización por parte del Ministerio de Educación para poder recibir alumnas mujeres por primera vez en su historia. El 20 de septiembre del mismo año se realizó la bienvenida oficial a las primeras alumnas del liceo, mientras que al año siguiente se informó que fueron matriculadas más mujeres que hombres para los cursos de séptimo básico (primer nivel que se enseña en el Instituto Nacional).

## Emblemas institucionales

### Insignia
El primer emblema del que se tiene registro es el sello del Instituto Nacional. Este sello se utilizaba para oficializar documentos y decorar textos oficiales como el álbum del centenario. Durante el rectorado de Diego Barros Arana se utilizó un monograma con las iniciales del Colegio en los certificados de estudio y la papelería oficial. Ambos símbolos cayeron en desuso durante el siglo XX.
En 1950 el profesor de Artes Plásticas Carlos Espech Madreiros diseñó la actual insignia del Instituto Nacional, cuyo uso se circunscribió en un comienzo a piochas de metal que los estudiantes portaban en el ojal del vestón, pero rápidamente su uso se extendió a documentación y en 1961 se hizo obligatorio el uso de la insignia junto al recién instaurado uniforme escolar. Desde entonces la insignia es el símbolo institutano por excelencia, acompañando a la documentación, afiches y carteles, siendo portada por los estudiantes sobre el bolsillo izquierdo del vestón y decorando las instalaciones del establecimiento.
La insignia es un escudo de forma polaco o piel de toro, similar al escudo nacional, cortado en dos cuarteles, azul turquí el superior y rojo el inferior, en su centro figuran las iniciales I N entrelazadas, bordadas en relieve de color blanco. La bordura del escudo es de color blanco y por timbre lleva una leyenda con el año de fundación del instituto: 1813.

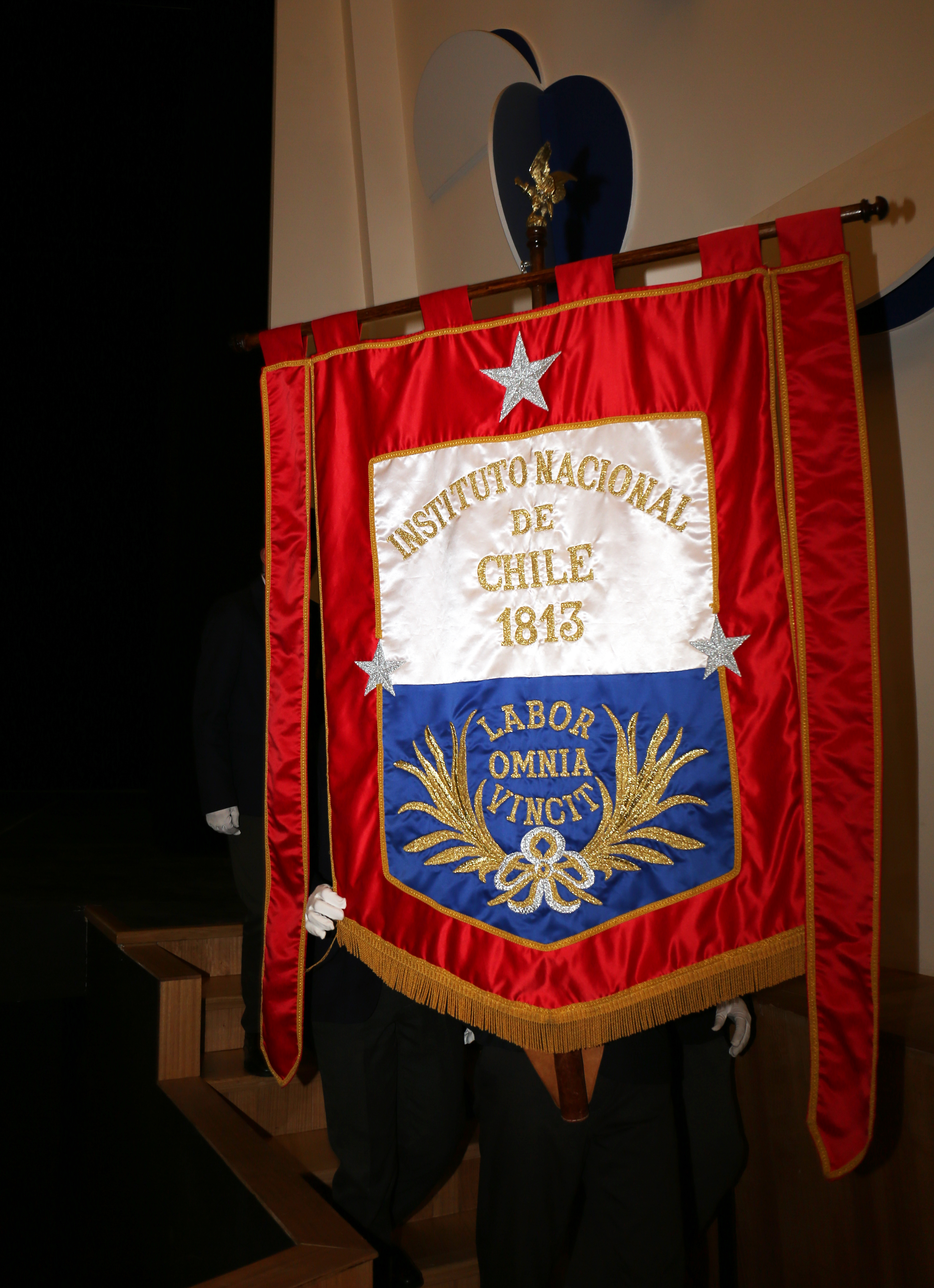
Estandarte del año 2012.

### Estandarte
La adopción del estandarte del Instituto se remonta a finales del siglo XIX o principios del XX.  Existe un estandarte histórico que es guardado en una vitrina en el pasillo de acceso a la Biblioteca. Además de este, han existido tres estandartes, réplicas exactas del original: Uno confeccionado en la década del setenta, otro en la de los noventa y el que es usado hoy en día que es del año 2012.

### Himno

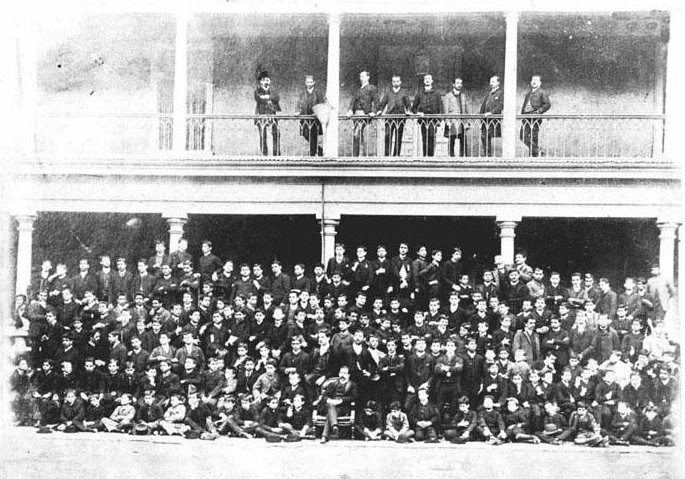
Alumnos celebran el centenario del establecimiento.

El actual himno del Instituto Nacional fue creado para celebrar el centenario del Liceo en 1913. El autor de la letra es Eduardo Moore, alumno del liceo, y el compositor de la música, el profesor Ismael Parraguez. Por su largo se acostumbra cantar únicamente la primera y segunda estrofa. Al finalizar el canto del himno, es tradición desde segunda mitad del siglo XX el llamado «grito del Colegio» o «I-ene-ese-te-í», el que es dirigido por algún institutano y replicado por el resto de los presentes.
I
Que vibre, compañeros
el himno institutano.
El canto del más grande
colegio nacional.
Y surja el buen pasado,
con ritmo soberano
en sus robustas notas
de música triunfal.

II
Arriba, institutanos,
nuestro colegio es cuna
de todo cuanto llaman
chilena ilustración,
pues cupo al instituto
la espléndida fortuna
de ser el primer foco
de luz de la nación.

## Academias, deportes y extensión

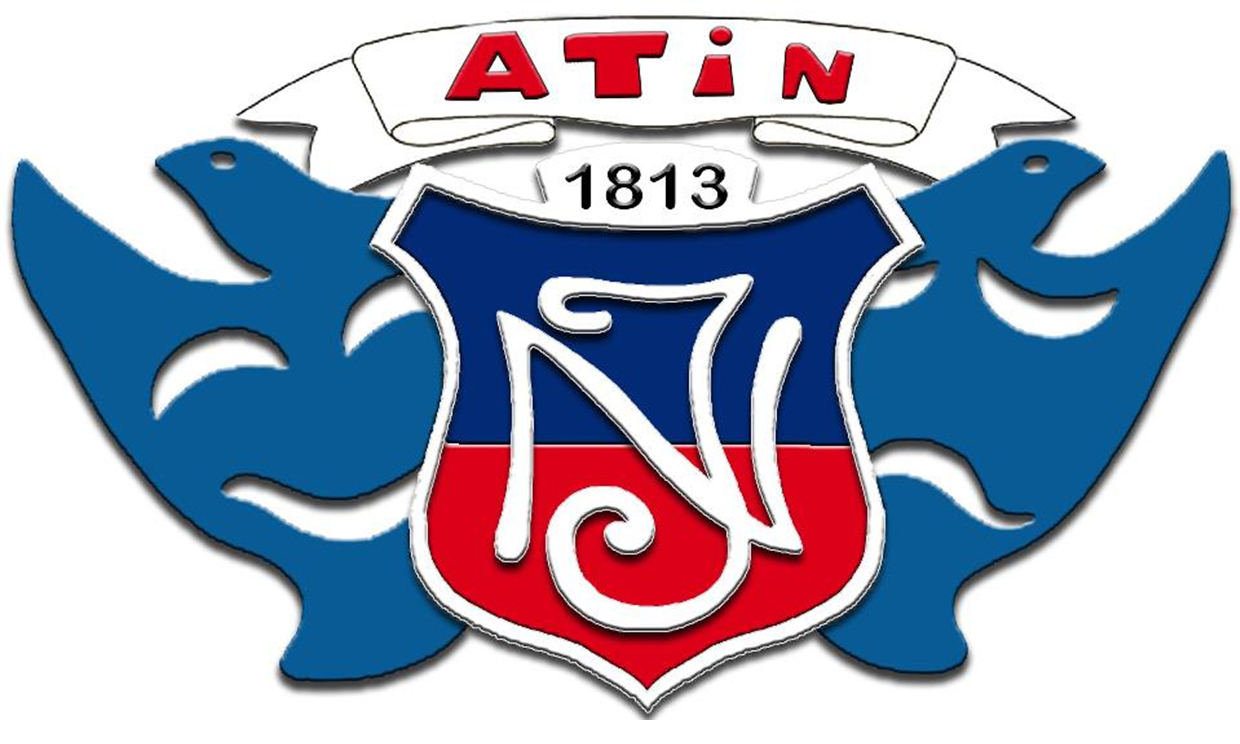
La Academia de Teatro del Instituto Nacional es dirigida por el actor Iván Torrealba Lee desde su refundación en 1990.

De manera complementaria al plan de estudios, existen diversas actividades extraprogramáticas que complementan y contribuyen a la formación integral de los estudiantes. Debido a la falta de presupuesto, muchas academias, ramas deportivas y talleres funcionan sin financiamiento oficial y con profesores ad honorem, los que sin embargo logran realizar notables cátedras y el Instituto obtiene año a año numerosos logros y reconocimientos por las diversas actividades extracurriculares que realizan sus estudiantes.
Las academias son coordinadas por la Unidad Técnico Pedagógica. Existe asimismo un Centro de Extensión que se encarga de la realización de diversas actividades de extensión, como charlas, visitas de los estudiantes y convenios para asistir a obras de teatro.
| Principales academias - Academia de Astronomía - Academia de Arquitectura y Diseño - Academia de Beatlemanía - Academia Bibliotecaria (ABIN) - Academia de Ciencias Experimentales Biológicas (ACEBIN) - Academia de Ciencias Sociales - Academia de Ciencias de la tierra - Academia de Debate (ADEIN) - English Debate Academy (EDAIN) - Academia de Estudios Sociales - Academia de Filosofía - Academia de Física - Academia de Matemática - Academia de Periodismo (APIN) - Academia de Radiodifusión (ARIN) - Academia de Teatro del Instituto Nacional (ATIN) - Orquesta Juvenil del Instituto Nacional - Sociedad del Patrimonio Institutano (SPI) | Principales talleres - Taller de Comedia musical - Taller de Folclore latinoamericano - Taller de Robótica - Taller de Producción de vídeo Deportes - Taller de Ajedrez - Rama de Atletismo - Rama de Básquetbol - Rama de Fútbol - Taller de Karate - Rama de Natación - Club de Rugby (CRIN) - Rama de Tenis - Rama de Tenis de mesa - Rama de Tiro con arco |

### Centro de Estudiantes (CEIN)

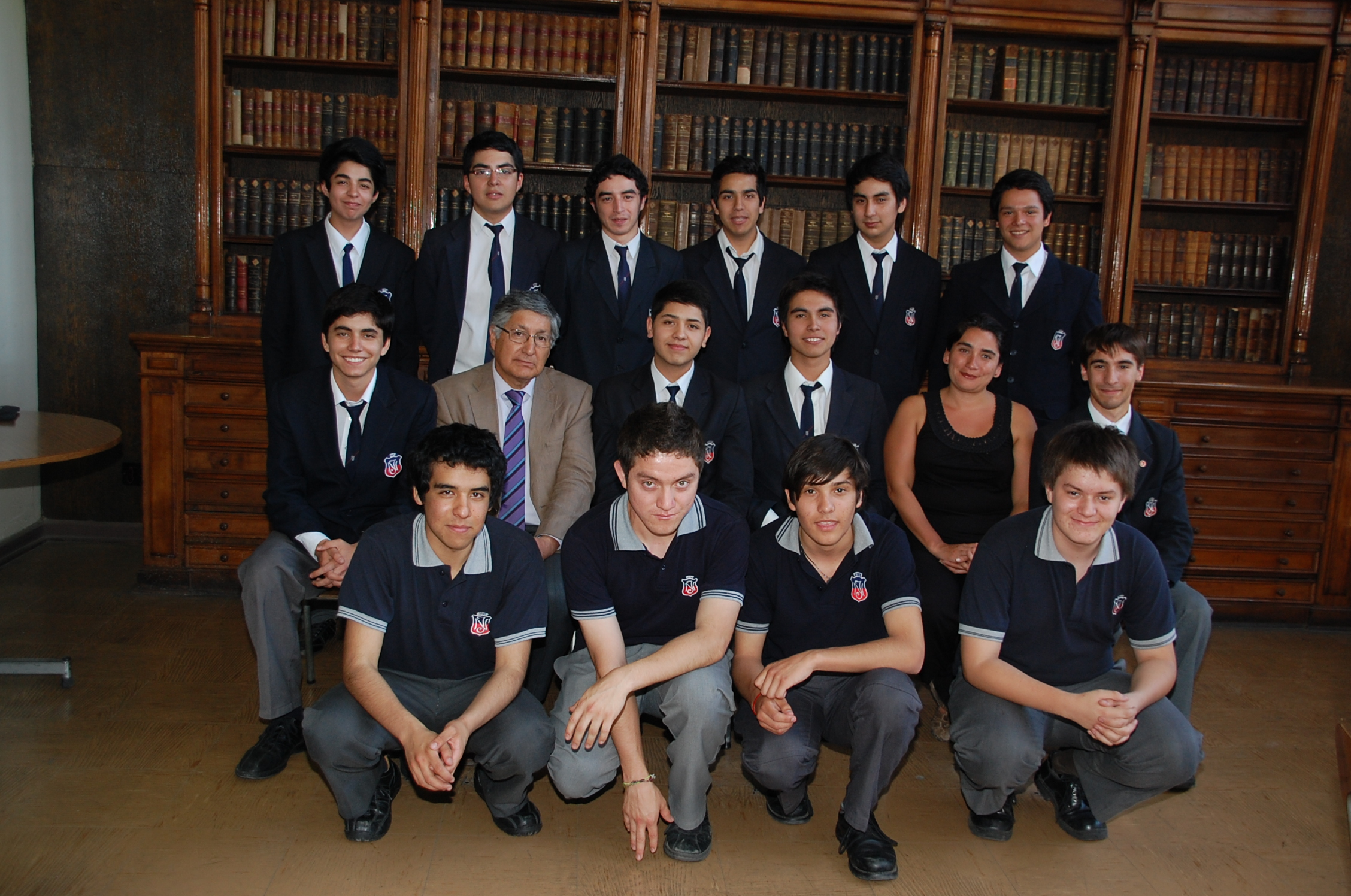
Directiva 2012 del Centro de Estudiantes.

El alumnado del Instituto Nacional proviene en un 54 % de colegios privados subvencionados, un 42 % de liceos municipales y un 4 % de colegios privados particulares. En cuanto al perfil socioeconómico, el 5 % proviene del quintil de menores ingresos y un 11 % del segundo. Todos ellos están representados por el Centro de Alumnos del Instituto Nacional (CAIN) —Hoy en día denominado como Centro de Estudiantes del Instituto Nacional (CEIN)—, entre cuyas finalidades se encuentran la promoción del juicio crítico, el pensamiento reflexivo,  la voluntad de acción y la formación democrática de los estudiantes.
Desde la fundación en 1813 que los alumnos del Instituto se encuentran vinculados al desarrollo político de Chile, destacando dos sucesos de organización estudiantil en el siglo XIX: la creación de la Sociedad de la Igualdad, integrada por muchos exalumnos y alumnos, y las protestas en contra del Ministro de Instrucción Pública Abdón Cifuentes, conservador, quien clausuró el Instituto por un tiempo siendo interpelado por Manuel A. Matta y finalmente renunciando a su cargo.
Los que integran la parte de la orgánica del Centro de Estudiantes, son: los Consejos de Curso, el Consejo de Delegados de Curso, las Secretarías de Trabajo, el Tribunal de Estudiantes y el Tribunal Calificador de Elecciones.

### Rectores
Las personas que estuvieron a cargo de la rectoría de manera interina estarán escritas en cursiva.
- Presbítero José Francisco Echaurren (1813-1814)
- Pbto. José Manuel Verdugo (1819-1823)
- Pbto. Manuel Frutos Rodríguez (1823-1826)
- Carlos Ambrosio Lozier (1826)
- Pbto. Juan Francisco Meneses (1827-1829)
- Pbto. Blas Reyes (1829-1835)
- Manuel Montt (1835-1840)
- Pbto. Francisco Puente (1840-1842)
- Antonio Varas (1842-1845)
- Francisco de Borja Solar (1845-1852)
- Pbto. Manuel Orrego (1852-1853)
- Antonio Ramírez (1853-1856)
- Santiago Prado (1856-1862)
- Diego Barros Arana (1863-1872)
- Camilo E. Cobo (1872)
- Uldaricio Prado (1872-1875)
- Ignacio Centeno (1875)
- Manuel José Olavarrieta (1875-1879)
- Miguel Antonio Varas (1878-1880)
- Manuel Amunátegui (1880-1886)
- Juan N. Espejo Varas (1886-1926)
- Carlos R. Mondaca (1926-1928)
- Ulises Vergara Osses (1928-1954)
- Antonio Oyarzún Lorca (1954-1963)
- Clemente Canales Toro (1964-1969)
- Oscar Montedónico Napoli (1970-1975)
- Luis Molina Palacios (1975-1986)
- Olga Vivanco Parada (1986-1990)
- Sergio Riquelme Pinna (1990-2004)
- Omar Letelier Ramírez (2004-2008)
- Jorge Toro Beretta (2008-2013)
- Fernando Pérez Barrera (S) (2013-2014)
- Fernando Soto Concha (2014-2019)[52]
- Lilí Orell Padilla (S) (2019-2020)[53][54]
- Patricia Beltrán (S) (2020-2021)[55]
- Manuel Ogalde Arenas (S) (2021-Act.)

## Dependencias

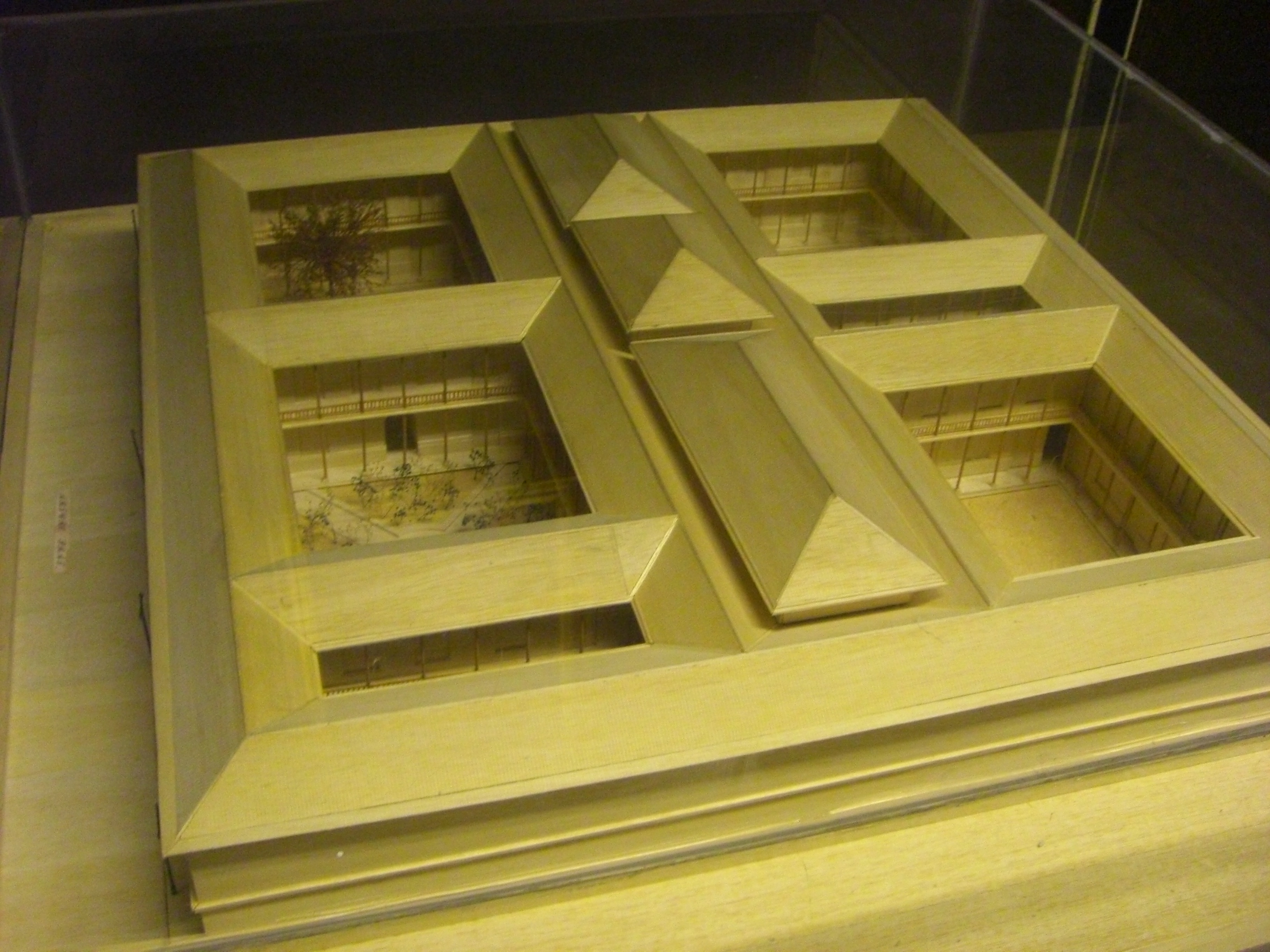
Maqueta del antiguo edificio que albergó al Instituto Nacional entre 1850 y 1960.

El Instituto Nacional a lo largo de la historia ha funcionado en diferentes edificios. Desde su fundación funcionó en calle Compañía de Jesús, donde luego se construyó el edificio del Congreso Nacional. En 1850 fue trasladado a un terreno más amplio en la manzana de San Diego Nueva, San Diego Vieja, Alameda y Alonso de Ovalle, construyéndose un edificio. La casa central de la Universidad de Chile ocupa una pequeña porción de la manzana, en su extremo norte con la fachada hacia la Alameda. Entre 1960 y 1977 se construyó el actual edificio, de arquitectura modernista y que se mantiene hasta nuestros días. El colegio cuenta también con dos refugios costeros, uno ubicado en El Tabo (el más importante) y otro en Quintero. También tiene un campo deportivo en la comuna de Vitacura, el que es conocido como Estadio Instituto Nacional. El edificio académico cuenta con la Biblioteca del Instituto Nacional "Don Juan Nepomuceno Espejo" fundada junto a la institución.

### Edificio institucional

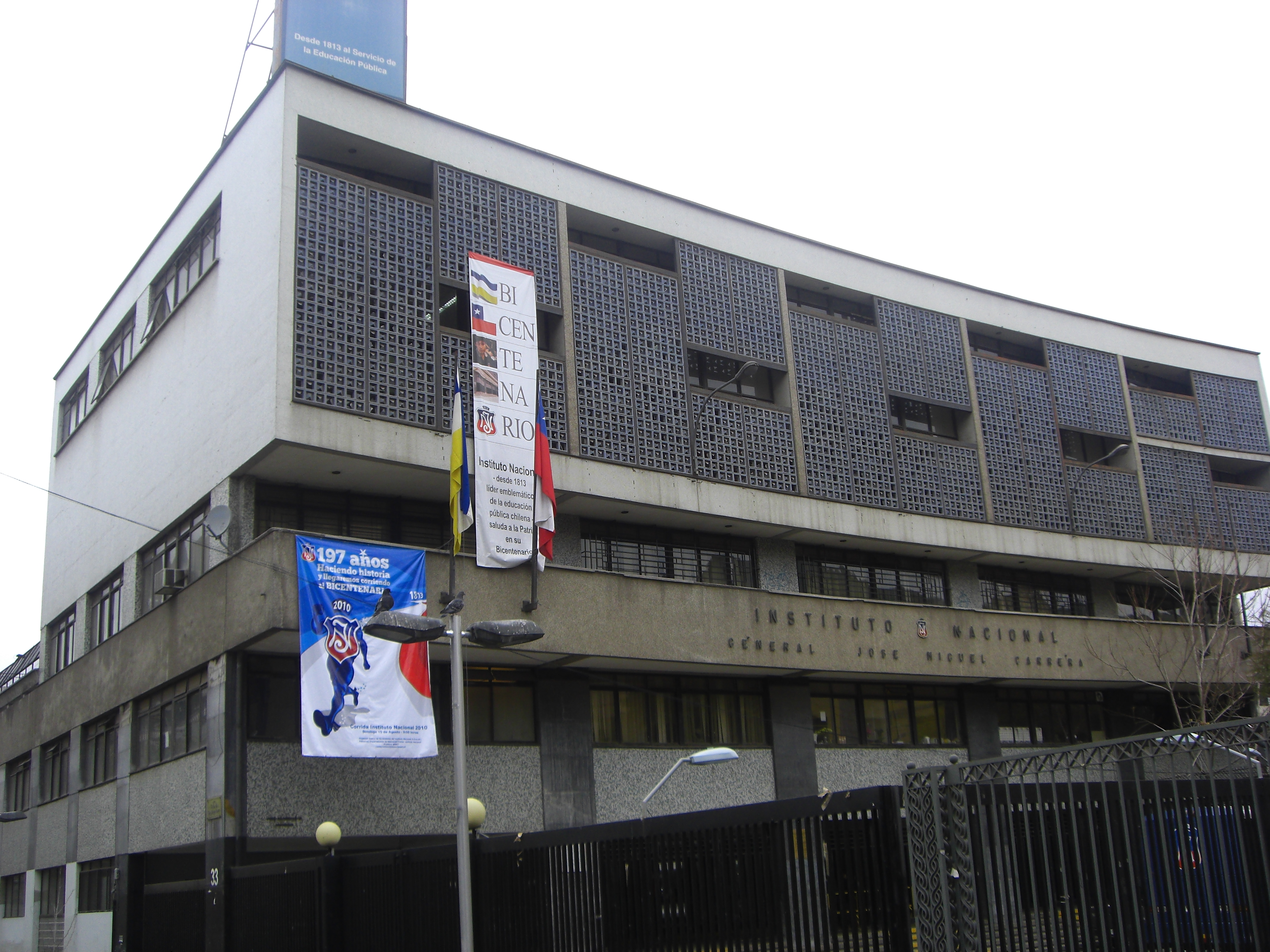
Fachada principal del edificio actual.

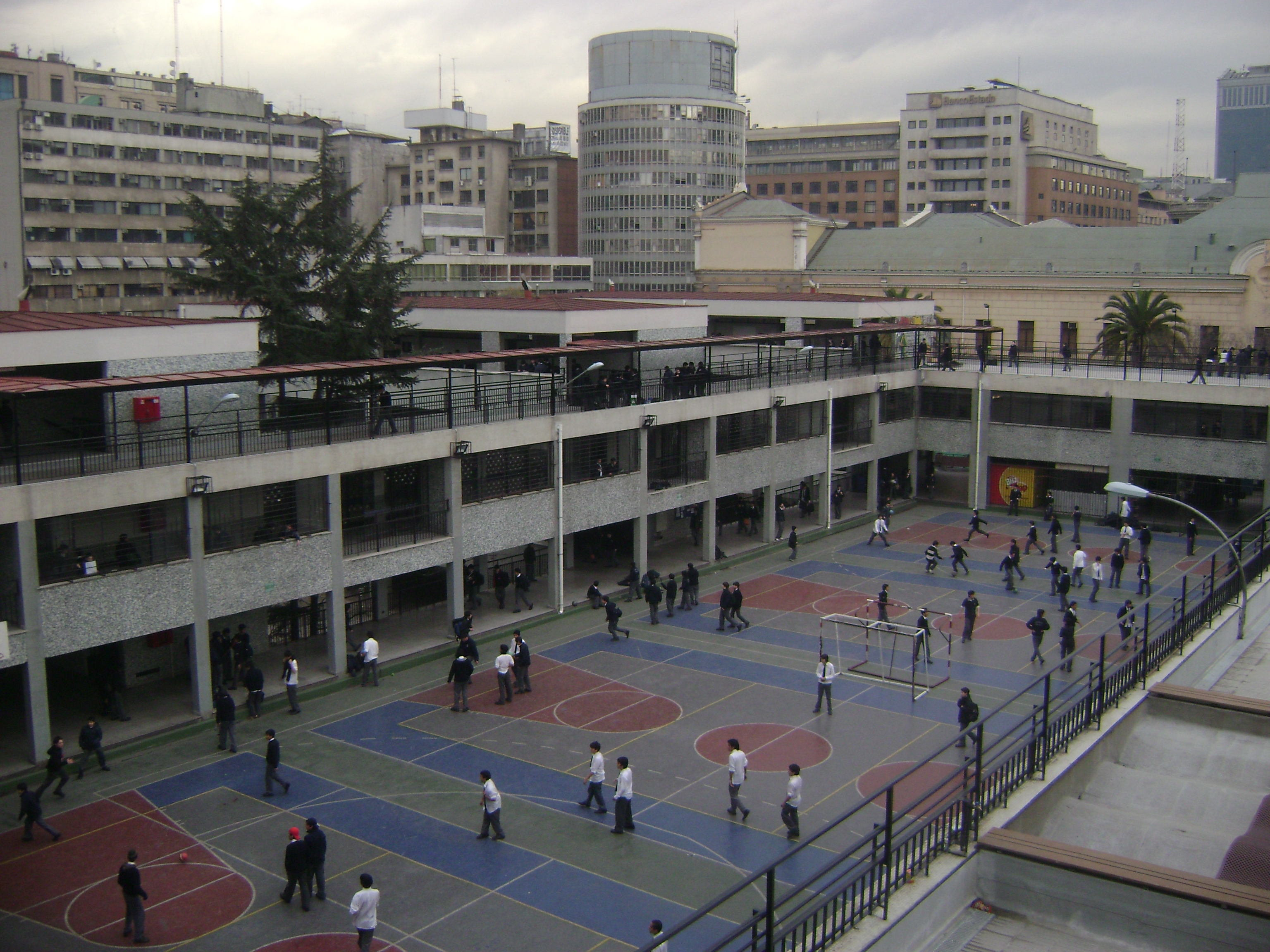
Patio principal, conocido como "Patio de Honor".

Actualmente, el Instituto Nacional funciona en calle Arturo Prat 33, su ubicación histórica por más de un siglo y medio, desde que en 1850 se trasladara a los terrenos que pertenecían al convento de San Diego. Por calle Alameda se encuentra el edificio de la Casa Central de la Universidad de Chile y el resto de la manzana pertenece al Colegio.
Durante la segunda mitad de la década de 1950 y mientras se discutía en el parlamento el proyecto de ley de financiamiento de la Copa Mundial de Fútbol de 1962, el senador y exalumno Ángel Faivovich presentó una moción cuyo objetivo era dotar de recursos la construcción del nuevo edificio del Instituto Nacional, extrayendo un porcentaje mínimo de los fondos destinados al evento deportivo. Esta iniciativa tuvo gran aceptación entre los congresistas, transformándose en el gran hito que marcó el inicio de la historia contemporánea del colegio.
Es así como el Colegio de Arquitectos llamó al mayor concurso público registrado en el país hasta ese momento, que contó con la participación de 103 proyectos en una primera etapa, de los cuales fueron seleccionados solamente seis para la etapa final. Siendo dentro de estos trabajos elegido el proyecto del arquitecto José Llambías ex-institutano por un jurado compuesto por don Antonio Oyarzún, Rector del Instituto, Clemente Canales, Vicerrector y los decanos de las facultades de Arquitectura de la Universidades de Chile y Católica.  José Llambías estudió arquitectura en la Universidad de Chile, egresando con distinción máxima, trabajo en el diseño de viviendas, destacando entre sus colegas, diseñó el edificio social de la Unión Española en la calle Carmen y ganó el concurso para construir el gimnasio de Talcahuano, conocido como “La Tortuga”, por años el recinto deportivo techado más grande de Chile.
El edificio se construye en un terreno de 14.000 metros cuadrados. Tiene 33.000 metros cuadrados construidos distribuidos en 7 niveles, proyectados para un máximo de 2000 alumnos, los que dispondrían de 55 salas comunes, 25 salas especiales (talleres, laboratorios), comedores, gimnasio y amplios patios, además de una torre central destinada a la administración y la Biblioteca, siendo solamente esto lo que se construyó y habilitó finalmente.
El proyecto completo del edificio se mantuvo inconcluso durante décadas, debido a falta de fondos, por lo que el edificio fue habilitado precipitadamente y sin la recepción de obras, realizándose solo la obra gruesa. Originalmente contaría con un aula magna con capacidad para 1.550 personas, distribuidas en platea alta y baja, con calefacción, foso en el escenario, maquinaria para proyectar cine, entre otros.  Este espacio fue abandonado y usado para almacenar muebles en desuso y otros enseres, pasando a ser conocido como “Las catacumbas”. 

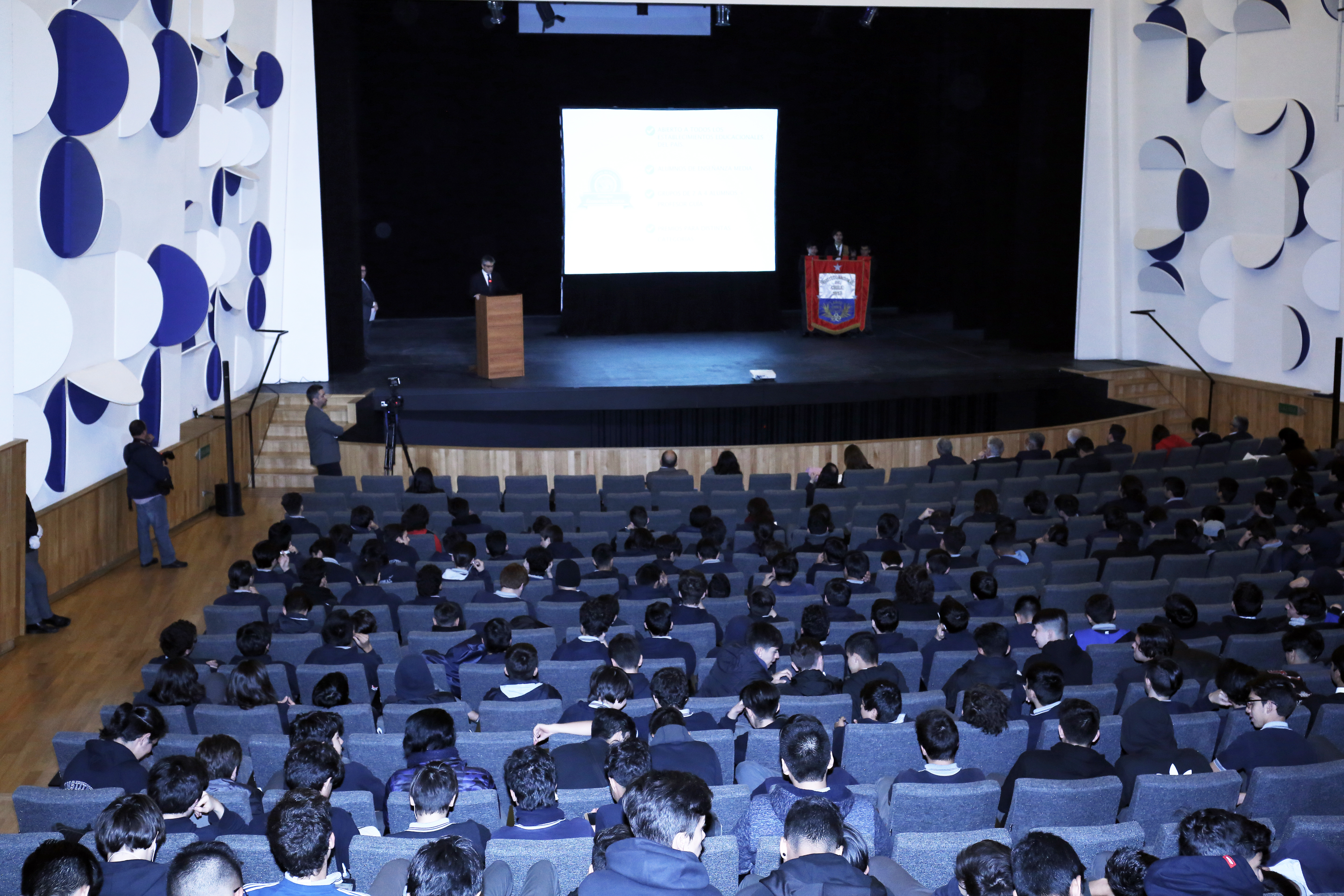
Aula Magna del Centro de Extensión del Instituto Nacional.

Otras de las zonas que quedaron en la década de los sesenta sin habilitar fueron los llamados “sector 3” y “Las Calderas”, espacio en el subterráneo en el que estarían las calderas de la calefacción del edificio, así como estanques de agua entre otras dependencias.
Asimismo, hasta el año 2008 y luego de meses de protestas estudiantiles y de la comunidad, el edificio no tuvo ninguna mantención, lo que en sus 50 años de existencia ha contribuido a su deterioro. Las reparaciones del año 2009 solo afectaron a la red eléctrica y de servicios básicos, así como la iluminación y arreglos más urgentes. En diciembre de 2012, tras iniciativas de un grupo de Exalumnos quienes buscaron financiamiento en el Gobierno Regional y Comunal se pudo concretar el inicio de las obras del Centro de Extensión. El recinto fue inaugurado en enero de 2018 y tiene una construcción de aproximadamente 6500 metros cuadrados, cuenta con una Aula Magna para 800 personas que permite la presentación de espectáculos de gran producción: teatro, ballet, ópera, conciertos, entre otros. Además tienen un Teatro de Cámara para 200 personas, dos salas de exposiciones de 320 y 280 metros cuadrados respectivamente y dos auditorios, además de las oficinas administrativas, servicios y salas de multipropósito. El Centro de Extensión significó una inversión de $5.168 millones de pesos (2018).

### Estadio
Ubicado en la comuna de Vitacura, en el sector cercano a la ribera del río Mapocho, el terreno fue donado al Instituto luego de las obras de encauzamiento del río. El campo deportivo fue construido en 1987 por el Ministerio de Obras Públicas, siendo inaugurado al año siguiente.
Cuenta con una cancha de fútbol, cuyo césped fue recientemente arreglado, con tribunas de madera para espectadores, canchas de tenis de cemento y una cancha de arcilla. Posee 4 camarines, edificios para la administración y un casino con comedor, utilizado ocasionalmente como salón de eventos.

### Refugio El Tabo
El colegio cuenta con un refugio en el balneario de El Tabo, el cual es usado para diferentes actividades, entre las que destaca un viaje educativo que realizan los alumnos en séptimo básico. El refugio cuenta con dormitorios para los alumnos, con una sala de actividades, un comedor y una cabaña para invitados, profesores y funcionarios. En el terreno también se ubica una casa perteneciente a la administración del recinto.
Cuenta con una cancha de tierra, y dos canchas de tenis, así como una vegetación abundante.

## Logros académicos
De acuerdo a un estudio de El Mercurio en 2006, el Instituto Nacional es el colegio de mayor prestigio del país y el mejor municipal. Para medir la opinión pública sobre qué colegio tenía mayor prestigio, se consultó vía telefónica a 603 personas de diversos estratos socioeconómicos
telefónica, y para medir los logros académicos se ponderaron la Prueba de Selección Universitaria (PSU) pasada en un 60 % con el Sistema de Medición de la Calidad de la Educación (Simce) de segundo medio (2003) y octavo básico (2004) en un 20 % cada uno.
El Instituto Nacional ha sido el colegio con la mayor cantidad de puntajes nacionales totales en la PSU desde su creación. En el ranking de mejores colegios del país, elaborado por la Pontificia Universidad Católica de Chile sobre la base de la PSU rendida a fines de 2010, fue considerado el 14.º mejor colegio de Chile, siendo el único del sector municipal entre los mejores 50 establecimientos del país. De los 652 alumnos del establecimiento que rindieron la prueba, el promedio alcanzó los 690,11 puntos y se obtuvieron 54 puntajes máximos (45 en Matemática, 6 en Ciencias, 2 en Historia y 1 en Lenguaje), reafirmando su posición como el colegio que aporta más puntajes nacionales (10 % del país y 83 % a nivel municipal) y logrando un hito histórico en la institución con un incremento del 46 % en relación el año pasado, que obtuvo 29. Del año 2011 a 2015 fue el mejor colegio municipal por promedio PSU. El año 2016 bajó al segundo lugar de colegios municipales y el año 2017 fue el cuarto mejor establecimiento municipal por promedio PSU.
El establecimiento tiene el mayor número de puntajes nacionales en la PSU desde su creación. En el último proceso consiguió 15 puntajes máximos superando por 8 al Colegio Tabancura y por 10 al Colegio del Verbo Divino.
Según el Ranking de Colegios de 2016 de la Revista Que Pasa el Instituto Nacional José Miguel Carrera es el mejor colegio municipal del país y el número 14 del universo total de liceos chilenos.

## Críticas

### Selección de postulantes
El Instituto Nacional, junto con otros 23 liceos reconocidos como emblemáticos, ha sido históricamente considerado un referente de excelencia educativa y un ejemplo de calidad en la educación pública. Esto se fundamenta en sus destacados resultados en las pruebas SIMCE y en los puntajes obtenidos en la PSU, así como en las numerosas oportunidades que ofrece a sus estudiantes, ya que un gran porcentaje de sus alumnos logra ingresar a las universidades tradicionales de mayor prestigio del país.
Estos logros fueron la razón detrás de la iniciativa implementada durante los años 2011-2012, en el contexto del bicentenario de la República, de un nuevo proyecto educativo de alta exigencia. Este proyecto dio lugar a la creación de 60 "Liceos Bicentenario de Excelencia", que se construyeron, renovaron o ampliaron con la finalidad de replicar el éxito de los liceos emblemáticos. Estos nuevos liceos, siguiendo los métodos de selección de estudiantes destacados, aspiraban a atraer talento y capacidades hacia la educación pública, al mismo tiempo que brindarían mayores oportunidades para que los alumnos de esta modalidad pudieran mejorar sus resultados académicos y acceder a la educación superior. La inversión en esta medida superó los 50 000 millones de pesos a marzo de 2012.
Sin embargo, esta iniciativa, sumada a las persistentes protestas estudiantiles desde 2006, ha reavivado el debate en torno al papel del Estado y a la igualdad de oportunidades en el sistema educativo actual. Numerosos expertos han emitido críticas negativas, argumentando que el éxito de estos liceos se debe más a su proceso de selección elitista que a lo que ofrecen a sus alumnos. Esto se ilustra en el hecho de que más de 3 000 estudiantes compitieron por apenas 700 cupos en el Instituto Nacional para el año 2012.
Fernando Atria, profesor de derecho en las universidades de Chile y Adolfo Ibáñez y autor del libro Mercado y ciudadanía en la Educación, sostiene que esta medida es en realidad una estrategia de promoción a expensas de la mayoría, y que podría llevar a la educación pública a convertirse en un gueto de marginación al privar a la mayoría de estudiantes no seleccionados de la oportunidad de estudiar junto a compañeros altamente talentosos. Educación 2020 comparte esta preocupación, señalando que los colegios que ya tienen los mejores resultados y los alumnos más destacados son los que se benefician de esta inversión de recursos.
El director del Departamento de Educación de la Facultad de Humanidades de la Universidad de Santiago de Chile, Daniel Ríos, coincide con Atria al argumentar que esta medida no mejorará la equidad, sino que agravará la brecha educativa. En su lugar, aboga por mejorar la calidad y la financiación de todos los establecimientos públicos.
Un estudio publicado en 2012, realizado por investigadores de la Universidad de Chile y centrado en la trayectoria educativa de 28 000 jóvenes, exploró por qué los 24 mejores colegios públicos del país tenían tanto éxito académico. Sus conclusiones respaldaron la idea de que el éxito de los liceos emblemáticos se debía más al proceso de selección que a factores pedagógicos o de gestión. Estos resultados coincidieron con investigaciones similares realizadas en colegios de alto rendimiento en Nueva York y Boston. No obstante, los investigadores reconocieron que la concentración de talento en los liceos de excelencia creaba un ambiente sinérgico que beneficiaba el rendimiento académico de los estudiantes en comparación con sus escuelas de origen. Este efecto, conocido como efecto par, se tradujo en un aumento de siete puntos en las puntuaciones SIMCE de Matemáticas de 2.º medio.

### Consejo Gremial de Profesores
En el transcurso del año 2010, el Consejo Gremial de Profesores expresó en repetidas ocasiones su desacuerdo con la gestión del rector Jorge Toro Beretta. Sus críticas se centraron principalmente en el nombramiento de autoridades carentes de un historial académico sólido y en el enfoque combativo que empleaba al tratar a los profesores que no respaldaban su administración. Ante estos cuestionamientos, el rector defendió su gestión, argumentando que había alcanzado notables avances. Estos logros incluían la mejora del proyecto educativo, la introducción de una amplia variedad de idiomas electivos y actividades extracurriculares, así como el fomento de un diálogo constructivo con los diversos sectores que conformaban la comunidad institutana.
En el contexto de su elección en 2010, avalada por las autoridades municipales, el rector presentó un plan de desarrollo institucional. Sin embargo, este proyecto se vio afectado por retrasos debido a las movilizaciones estudiantiles que tuvieron lugar en 2011.